# Zbigniew Łój
Zbigniew Łój (* 4. August 1945 in Wolterdingen, Deutschland; † 3. Januar 2022 in Częstochowa) war ein polnischer Hockeytorwart.
Zbigniew Łój spielte von 1959 bis 1974 für den HKS Siemianowiczanka. 
Für die polnische Hockeynationalmannschaft absolvierte Łój 16 Länderspiele. Er gehörte unter anderem zum polnischen Aufgebot bei der Feldhockey-Europameisterschaft 1970 sowie bei den Olympischen Sommerspielen 1972 in München.
1972 wurde er zum Verdienten Meister des Sports ernannt.